# Jonathan Roy (chanteur)
Pour les articles homonymes, voir Roy et Jonathan Roy.
Jonathan Roy (né le 15 mars 1989 à Pointe-Claire au Québec, Canada) est un chanteur québécois.
Il a également joué au hockey sur glace, comme gardien de but, au niveau junior.

## Biographie
Jonathan Roy est le fils aîné d'un des plus célèbres gardiens de but de l'histoire de la Ligue nationale de hockey, Patrick Roy.

## Hockey sur glace
Avant de devenir chanteur, il a joué au hockey sur glace.
En 2005, il est repêché dans la Ligue de hockey junior majeur du Québec par les Tigres de Victoriaville au troisième tour, le 43e choix au total. Lors de la saison 2005-2006, il s'aligne pour le Blizzard du Séminaire Saint-François dans le Midget AAA et la saison suivante, il joue pour les Lions du Cégep Champlain St. Lawrence dans la LHJAAAQ. En décembre 2006, il est échangé aux Remparts de Québec contre un choix de 8e tour au repêchage de 2007.
Il commence sa carrière junior avec les Remparts lors de la saison 2007-2008. Il est alors le remplaçant de Kevin Desfossés. Il joue 22 parties et totalise 894 minutes de jeu lors de cette saison. Il enregistre trois victoires contre dix défaites pour une moyenne de buts alloués de 3,96 et un pourcentage d'efficacité de 86,6 %. Lors du deuxième match des séries 2008, il remplace en cours de match Desfossés qui a encaissé 4 buts sur 12 tirs.
En 2008-2009, Jonathan joue sa deuxième saison avec les Remparts en tant que gardien remplaçant.
Le 22 mars 2008, lors d'une échauffourée entre les Remparts et les Saguenéens de Chicoutimi, Roy veut entamer le combat avec le gardien adverse, Bobby Nadeau mais un arbitre l'en empêche. Profitant de la distraction des officiels, il s'élance vers Nadeau qui est resté dans son filet et ne semble pas disposé à se battre. Roy lui arrache son casque et commence à lui assener des coups de poing. Nadeau, toujours récalcitrant, se protège comme il peut alors que Roy continue à le rouer de coups. Il quitte ensuite la patinoire en faisant des doigts d'honneur à la foule qui le huait. Cet événement déclenche une « affaire Roy » en Amérique du Nord, la ministre de l'Éducation, du Loisir et du Sport du Québec, Michelle Courchesne, réclamant des mesures pour enrayer la violence au hockey. Le 24 mars, Roy présente ses excuses. Le 25 mars, la Ligue de hockey junior majeur du Québec décerne des suspensions de 7 matchs pour Jonathan Roy et 5 matchs pour son père Patrick à cause de son implication lors de l'évènement, ce dernier ayant, selon plusieurs observateurs, incité son fils à la violence. L'affaire connaît dans les médias nord-américains un retentissement considérable en raison de la personnalité de Patrick Roy.

### Statistiques sportives
| Saison    | Équipe                     | Ligue   |    | Saison régulière | Saison régulière | Saison régulière | Saison régulière | Saison régulière | Saison régulière | Saison régulière | Saison régulière | Saison régulière | Saison régulière |   | Séries éliminatoires | Séries éliminatoires | Séries éliminatoires | Séries éliminatoires | Séries éliminatoires | Séries éliminatoires | Séries éliminatoires | Séries éliminatoires | Séries éliminatoires |
| Saison    | Équipe                     | Ligue   | PJ | V                | D                | Pr/N             | Min              | BC               | Moy              | % Arr            | Bl               | Pun              | PJ               | V | D                    | Min                  | BC                   | Moy                  | % Arr                | Bl                   | Pun                  |                      |                      |
| 2005-2006 | Tigres de Victoriaville    | LHJMQ   | 1  |                  |                  |                  |                  |                  |                  |                  |                  | 0                |                  |   |                      |                      |                      |                      |                      |                      |                      |                      |                      |
| 2006-2007 | College St. Lawrence Lions | LHJAAAQ | 20 |                  |                  |                  |                  |                  |                  |                  |                  | 4                |                  |   |                      |                      |                      |                      |                      |                      |                      |                      |                      |
| 2006-2007 | Remparts de Québec         | LHJMQ   | 1  |                  |                  |                  |                  |                  |                  |                  |                  | 0                |                  |   |                      |                      |                      |                      |                      |                      |                      |                      |                      |
| 2007-2008 | Remparts de Québec         | LHJMQ   | 22 | 3                | 6                | 4                | 894              | 56               | 3,76             | 87,2 %           | 0                | 6                | 4                |   |                      |                      |                      |                      |                      |                      | 12                   |                      |                      |
| 2008-2009 | Remparts de Québec         | LHJMQ   | 23 | 15               | 5                | 1                | 1 262            | 64               | 3,04             | 89,7 %           | 1                | 4                | 17               |   |                      |                      |                      |                      |                      |                      |                      |                      |                      |

## Carrière musicale
Il a lancé son premier album de musique, intitulé What I've Become, le 28 avril 2009, sorti en magasin le 5 mai 2009,,.
Il fait en 2012 un duo La Route avec Natasha Saint-Pier.
En 2023, il sera nommé pour la première fois au gala de l'ADISQ dans les catégories suivantes : Spectacle de l'année - Anglophone et Album de l'année - Anglophone. Il remportera son premier prix Félix pour Spectacle de l'année - Anglophone.

## Discographie

### Albums
- What I've Become (2009) – No. 18 Canada[11]
- Found My Way (2010)
- La route (2011)
- Mr. Optimist Blues (2017) – No. 3 Canada[11]
- My Lullaby (2021) – No. 99 Canada[11]
- Life Distortions (2023)

### Monoplages
- Driving Home for Christmas (feat, Corey Hart) (2016)
- Freeze Time (2017)
- Good Things (Marky Beats Remix) (2019)
- Keeping Me Alive (2019)
- Just Us (2019)
- Keeping Me Alive (Acoustic) (2019)
- Lights of Los Angeles (2020)
- Lights of Los Angeles (Summer Remix) (2020)
- Delicate (2020)
- Breathe Me (Acoustic) (2020)
- Lost (2020)
- Beautiful Day (Stripped Version) (2021)
- Lost (Acoustic) (2022)
- Next To Me (2022)
- Iris (Acoustic) (2022)
- To Be Real (2022)
- 21 Days (2022)
- Stay In Bed and F*** (While The World Burns) (2022)
- Cold (Live) (2023)
- Back To The Moon (2023)
- Gravity (Acoustic) (2023)

## Prix et nominations
- 2023: ADISQ Récipiendaire du prix: Spectacle de l'année – Anglophone[12]
- 2023: ADISQ Nomination : Album de l'année - Anglophone[10]